# 8級警戒
《8級警戒》是一部2019年加拿大科幻電影，由傑夫·陳（Jeff Chan）創作執導、克里斯·帕雷（Chris Paré）撰寫劇本，本片是根據2016年同名短片的長篇電影。本片仍由羅比·艾梅爾和史蒂芬·艾梅爾主演，於2019年10月3日在錫切斯電影節首映，並於2019年12月13日在加拿大和美國上映。續集正在開發中。

## 演員
- 羅比·艾梅爾 飾 Conner Reed
- 史蒂芬·艾梅爾 飾 Garrett
- 姜成鎬 飾 探員Park
- 凱利·梅崔特（英语：Kari Matchett）
- 葛瑞格·布萊克
- 小阿歷克斯·馬拉里（英语：Alex Mallari Jr.） 飾 Rainer
- 亞倫·艾布拉姆斯（英语：Aaron Abrams）
- Laysla De Oliveira
- Jeff Sinasac 飾 警官Kuwabara

## 製作

### 開發
2016年，羅比和史蒂芬·艾梅爾發行了一部短片《8級警戒》，該片作為潛在的長篇電影的預告片。他們請求籌款20萬美元，籌款活動迅速籌集了100萬美元，目前已超過200萬美元。2017年6月12日，Laysla De Oliveira被揀選在電影中演出。

### 拍攝
主要拍攝於2017年6月1日在安大略省的多倫多開始。

## 未來

### 衍生劇
2019年12月，宣布在Quibi上開發一部衍生短劇，由Jeff Chan執導，Chris Pare編劇，由羅比和史蒂芬·艾梅爾主演。Quibi宣佈關閉後，該劇陷入擱置狀態。

### 續集
2021年6月，羅比和史蒂芬·艾梅爾在續集《8級警戒2》（Code 8: Part II）中回歸主演。Netflix獲得電影的版權。

## 外部連結
- 官方网站
- 互联网电影数据库（IMDb）上《8級警戒》的资料（英文）
- 豆瓣电影上《8級警戒》的資料 （简体中文）